# Noba
Noba è un termine trovato in numerosi reperti archeologici e documenti storici risalenti alla medioevale Nub. Il significato esatto sembra essere incerto, visto che gli antichi documenti sembrano confondersi con la regione a sud dell'Egitto, la Nobatia. È possibile che si riferisca a due gruppi diversi: i Nubi, persone originarie dal Nub del sud-est che erano frequentemente catturati come schiavi e venduti all'Egitto; oppure le persone, più tardi conosciute come i Nobati, di origini sconosciute, che invasero il Nub durante il declino del Regno di Meroe che fondarono il Regno di Nobatia e diedero il loro stesso nome alla regione stessa del Nub.